# Brian Abrahams

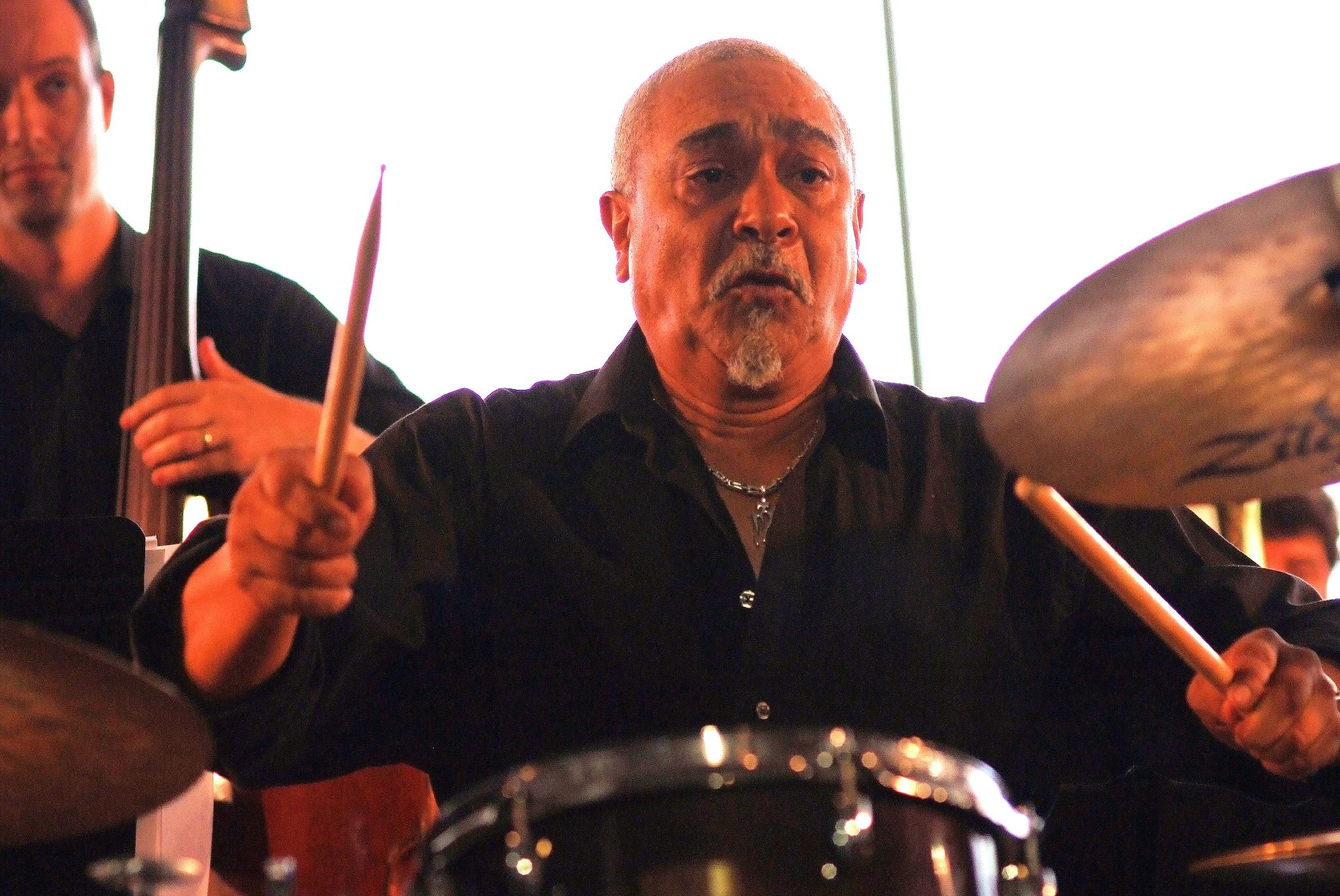
Brian Abrahams (2007)

Brian Abrahams (* 26. Juni 1947 in Kapstadt, Südafrika) ist ein südafrikanisch-britischer Jazzschlagzeuger und Sänger.
Brian Abrahams begann seine Karriere als Sänger mit lokalen Bands in Südafrika. In den 1970er Jahren nahm Abrahams als Schlagzeuger an einem Gig in Swasiland (heute Eswatini) mit den Sängerinnen Sarah Vaughan und Nancy Wilson teil. Im Jahr 1975 zog er nach England, wo er schnell Bekanntheit erlangte; er arbeitete mit Musikern wie Dudu Pukwana, Ronnie Scott, John Taylor, Johnny Dyani,  Chris McGregor (Brotherhood of Breath 1981), Howard Johnson, Chris Hunter, Jim Pepper, Dewey Redman, Mal Waldron, Archie Shepp, Lindsay Cooper, Courtney Pine, Annie Ross und Claude Deppa. In den 1980er Jahren gründete er seine eigene Band, District Six (nach dem 1966 durch Zwangsumsiedlungen international bekannt gewordenen gleichnamigen Bezirk Kapstadts). 1988 wurde er für zwei Jahre Mitglied von Abdullah Ibrahims Band Ekaya (die CD African Rivers stammt aus dieser Zeit). Außerdem arbeitete er mit Tony Haynes und seinem Grand Union Orchestra zusammen. 2007 trat er mit dem Renga Ensemble des London Philharmonic Orchestra auf, um Birth of the Cool und Africa/Brass aufzuführen. Er führte auch Schlagzeugkurse durch und leitete Workshops zu südafrikanischer Chormusik.
Abrahams ist 1985 als Professor für Jazz an die Londoner Guildhall School of Music berufen worden; nach Ian Carr ist er „einer der wichtigsten und einflussreichsten britischen Schlagzeuger“.

## Diskografie (Auswahl)
- Imgoma Yabantwana (D6 Records)